# Ulocymus gounellei
Espèce
Ulocymus gounellei est une espèce d'araignées aranéomorphes de la famille des Thomisidae.

## Distribution
Cette espèce est endémique du Brésil.

## Description
La femelle holotype mesure 7,5 mm.

## Étymologie
Cette espèce est nommée en l'honneur de Pierre Émile Edmond Gounelle (1850–1914).

## Publication originale
- Simon, 1886 : Espèces et genres nouveaux de la famille des Thomisisdae. Actes de la Société linnéenne de Bordeaux, vol. 40, p. 167-187 (texte intégral).